# Madeleine Colin
Pour les articles homonymes, voir Colin.
Madeleine Colin, née le 23 juillet 1905, à Paris 15e et morte le 23 janvier 2001 à Valence-d'Agen,  est une militante de la Fédération CGT des PTT. Lors du 30e Congrès de la CGT, tenu en juin 1955, elle est élue membre du Bureau confédéral de la CGT. Elle quitte cette instance en 1969. Elle a dirigé, de 1955 à 1975, le mensuel féminin syndical Antoinette.

## Biographie
Issue d'un milieu « petit-bourgeois » parisien, écrit-elle dans son livre autobiographique, Madeleine Colin commence à travailler aux PTT en 1925 : reçue au concours des "dames-employées", elle est affectée au Central téléphonique parisien Gutemberg-Louvre, puis au central Daumesnil à Vincennes. En 1928, elle se marie et conçoit une fille deux ans plus tard. À la suite des événements de février 1934, elle s'inscrit dans le courant qui porte au pouvoir le Front populaire. Lectrice de la presse de gauche, elle adhère une première fois à la CGT. Durant l'Occupation allemande elle effectue quelques actes de résistance  individuelle mais non sans danger. À la Libération de la France, d'un même mouvement, elle réadhère à la CGT et s'engage au Parti communiste français. À la suite de sa participation active aux grèves de l'automne 1947, elle est sanctionnée par un déplacement administratif. En 1950, elle accède au bureau fédéral de la Fédération des PTT. Le rôle de premier plan qu'elle tient lors du vaste mouvement gréviste d'août 1953, intervenant notamment dans les services où la main d'œuvre féminine est nombreuse, tel celui des Chèques postaux, la fait remarquer par les dirigeants de la Confédération. Elle entre à la CA (Commission administrative) de la CGT en 1953.
Lors du 30e Congrès du Syndicat, en juin 1955, elle est élue secrétaire confédérale au Bureau confédéral de la CGT. Elle est responsable de la politique syndicale vers les femmes. Elle crée, dès sa prise de fonction, Antoinette, un organe mensuel syndical destinée aux femmes. Cette revue devient, au fil des années, un organe largement diffusé au sein des entreprises, abordant sous des angles novateurs, les questions féminines. Madeleine Colin quitte le bureau confédéral en novembre 1969, mais reste directrice d'Antoinette, jusqu'en 1975 : le magazine féminin de la CGT se trouve, au seuil des années 1970, en adéquation avec les revendications du mouvement des femmes. En ce domaine, il devance une évolution plus lente de l'ensemble de la CGT. Christiane Gilles succède à Madeleine Colin, et continue l'impulsion donnée par elle au journal et au secteur féminin de la Centrale syndicale.
Madeleine Colin a été membre du Comité central du Parti communiste français de 1956 à 1959.

## Publications
- Ce n'est pas d'aujourd'hui, femmes, syndicats, luttes de classe : éditions sociales, Paris, 1975.
- Traces d'une vie dans la mouvance du siècle, Paris, auto-édition, 1990.